# Paragordius tricuspidatus
Espèce
Paragordius tricuspidatus est une espèce de parasites appartenant aux nématomorphes, connue pour la manipulation qu'il exerce sur son hôte principal, le grillon des bois (Nemobius sylvestris).
À son stade larvaire, le ver est microscopique mais il peut atteindre par la suite une taille de 10-15 centimètres à l'intérieur du grillon après que celui-ci l'a ingéré de manière accidentelle.
Ces vers ne sont parasites que lors de leur stade larvaire. En effet, ils peuvent mener une vie autonome dans les ruisseaux et rivières au stade adulte.   